# Strophostyles umbellata
Strophostyles umbellata là một loài thực vật có hoa trong họ Đậu. Loài này được (Willd.) Britton miêu tả khoa học đầu tiên.